# 瑪沁県
瑪沁県（ばしん-けん、マチェン・ゾン、rma chen rdzong）は中華人民共和国青海省ゴロク・チベット族自治州に位置する県。

## 主な出来事
- 2024年4月1日 - 瑪沁県と同徳県の境を流れる黄河に設けられた瑪爾擋水力発電所が送電を開始。発電所の設備容量232万キロワット[1]。

## 行政区画
- 鎮:大武鎮、拉加鎮
- 郷:大武郷、東傾溝郷、雪山郷、下大武郷、優雲郷、当洛郷

## 交通

### 道路
- 高速道路
  - 徳馬高速道路